# Quaderni ibero americani
I Quaderni ibero americani sono una delle più antiche riviste di ispanistica italiana.
Oggi ha cadenza semestrale e si occupa dei percorsi interculturali del mondo iberico, ispano-americano e lusofono.

## Storia
Fondata nel 1946 da Giovanni Maria Bertini (Barcellona, 1900 - Torino 1995), a lui si deve il primo insegnamento di letteratura ibero-americana, istituita presso la Facoltà di Magistero dell'Università di Torino a metà degli anni sessanta. La rivista nasce grazie ai legami, del suo fondatore, con il mondo della cultura spagnola e catalana, tanto che sin dai primi numeri collaboreranno, premi Nobel e grandi nomi della letteratura.
Nel tempo, tra i collaboratori dei “Quaderni ibero americani” vi sono stati alcuni scrittori insigniti del Premio Nobel per la letteratura: Gabriela Mistral, Pablo Neruda, Miguel Ángel Asturias, Juan Ramón Jiménez, Camilo José Cela e Vicente Aleixandre, oltre a poeti come Dámaso Alonso e intellettuali quali Benedetto Croce e Ramón Menéndez Pidal. 
La neonata rivista dei "Quaderni", Il 12 ottobre 1946, venne notata dalla ben più conosciuta e antica rivista letteraria spagnola "Destino". La quale, nel numero 482, dedicò una segnalazione molto significativa al primo numero dei “Quaderni”.
Sugli albori dei “Quaderni” e dell'ispanismo interessante è l'articolo di Giuseppe Bellini (professore di Letteratura Spagnola e di Letteratura ispanoamericana presso la Facoltà di Lingue e Letterature Straniere della Università Bocconi di Milano e Direttore dell'Istituto di letteratura spagnola e ispano-americana): 
(A proposito di ispanismo italiano - Giuseppe Bellini)

## I "Quaderni" oggi

### Suplemento virtual
La rivista pubblica ogni tre mesi un Suplemento virtual/newsletter, in lingua spagnola, intitolato El Duende.
È un supplemento autonomo e gratuito che va a migliaia di ispanisti italiani e stranieri e a migliaia di amici del mondo iberico.
"Raccoglie, comunica e diffonde notizie di ispanistica, testimonianze di accademici di tutto il mondo, recensioni di libri e testi di scrittori, intellettuali e studenti di lingua sia spagnola, sia portoghese, sia catalana, sia galega, sia basca."